# Mead Ranch
Mead Ranch est une census-designated place du comté de Gila, dans l'État de l'Arizona, aux États-Unis. En 2020, elle compte une population de 42 habitants.